# Gordan Grlić-Radman
Gordan Grlić-Radman (Tomislavgrad, 6 giugno 1958) è un politico croato, attuale ministro degli esteri della Croazia.

## Biografia
Nato a Prisoje, frazione di Tomislavgrad nel 1958, si è laureato in agraria all'Università di Zagabria nel 1982. Successivamente ha conseguito una seconda laurea in relazioni internazionali presso la stessa università.
Nel 1992 e negli anni seguenti aiutò a istituire le missioni diplomatiche e consolari della neonata Repubblica di Croazia a Berna, Ginevra e Zurigo. Ha lavorato nelle ambasciate croate in Bulgaria e Ungheria e come capo del dipartimento per gli affari europei al Ministero degli esteri. Nel 2012 è stato nominato ambasciatore croato in Ungheria e nel 2017 ambasciatore in Germania. Nel luglio 2019 è stato nominato ministro degli esteri sostituendo Marija Pejčinović Burić nel governo di Andrej Plenković.